# Pavlos Carrer
Pavlos Carrer (grec: Παύλος Καρρέρ)  (Zacint i Zacint (ciutat), 12 de maig de 1829 (Julià) - Zacint i Zacint (ciutat), 7 de juny de 1896 (Julià)), italianitzat sovint com a Paolo Carrer, fou un compositor grec, un dels líders de l'escola de música jònica i el primer a crear òperes nacionals i música vocal basada en temes grecs, llibrets i lletres en llengua grega, a més de melodies inspirades en la tradició popular urbana de la Grècia moderna.

## Biografia
Provenia d’una família aristocràtica històrica de Zacint amb arrels a Xipre i Malta. Era fill de Konstadinou Carrer i de Pigui Hariatis. Els seus germans eren Ioanna i Freiderikos, aquest últim polític i escriptor. La seva dona fou la soprano Isabel·la Iatrà, protagonista i intèrpret de les seves obres.
Va estudiar música a la seva ciutat natal amb els professors italians Giuseppe Cricca, Francesco Marangoni i probablement a Corfú amb Nikólaos Màntzaros. Dotat d'un talent musical natural, però també en harmonia amb el clima cultural de les Illes Jòniques de l'època, dominat per l'òpera italiana i la cultura europea, va compondre les seves primeres petites obres musicals al final de la dècada del 1840.
El 1850, en ple auge del Risorgimento italià, Pavlos Carrer es va traslladar a Milà, ocupada pels austríacs. Allà va rebre classes particulars de música amb Raimondo Boucheron, Pietro Tassistro i Giuseppe C. Winter. El mateix any, va presentar les seves primeres obres orquestrals en un concert al Teatro Carcano i va compondre la partitura per al ballet de Tomaso Casati Bianca di Belmonte, que es va representar al Teatro della Canobbiana.
Sota els auspicis de Francesco Lucca,el totpoderós editor de música italià, Carrer va debutar com a compositor d'òpera a l'agost de 1852 al Carcano, amb Dante e Bice [Dante i Beatrice], una òpera en tres parts amb llibret de Serafino Torelli. L’obra, que sembla que va molestar la policia austríaca per les seves connotacions polítiques, tracta del poeta nacional italià Dante Alighieri, del seu amor incomplert per Beatrice Portinari, de les seves activitats polítiques i de la redacció de La Divina Comèdia. L'any següent, Carrer va col·laborar amb la coreògrafa Andrea Palladino per a la producció d'un ballet còmic titulat Cadet, il barbiere, que es va representar al teatre La Canobbiana amb un èxit mediocre.No obstant això, el mateix any portaria un gran èxit al jove compositor: l'òpera Isabella d'Aspeno en tres actes, que es va presentar al Teatre San Giacomo de Corfú, seguit d'una sèrie triomfal d'actuacions al Carcano milanès (abril de 1854 i març de 1856). L'obra, que inclou un llibret d'un autor desconegut que signa amb les inicials RGS (possiblement Giuseppe Sapio), ocupa una posició important en la creació operística italiana del mezzo ottocento, ja que sembla haver estat un dels molts prototips de la famosa opera de Verdi Un ballo in maschera.
L'èxit de Carrer a l'escena milanesa es complementa amb la posada en escena de la gran òpera La Rediviva [La ressuscitada], en tres actes i llibret de Giuseppe Sapio. L’òpera va tenir una gran acollida i va esdevenir una superproducció al Carcano (gener de 1856), èxit que va continuar al Teatro Comunale de Como (gener de 1857) i al San Giacomo de Corfú (desembre de 1857). Durant tota la seva estada a Itàlia, Carrer també va compondre música de cambra i, en particular, transcripcions operístiques per a piano i flauta travessera, dansa i exercicis de solfeig.
Abraçat per la visió de crear música nacional i convertir-se en el primer compositor nacional de Grècia, Carrer va tornar a Grècia el 1857 i es va establir a Zacint. Va treballar com a director i empresari en teatres locals, va ensenyar música i es va casar amb la talentosa soprano i intèrpret de les seves obres, Isabella Giatrà (Isabel·la Iatrà). Al mateix temps, va compondre la seva primera òpera nacional, Markos Bótsaris, en quatre actes (858-60), a més de nombroses cançons en grec, entre les quals el cèlebre kléftiko"O Guero Dimos", grec: Ο Γερο-Δήμος [El vell Dimos]. Aquesta cançó, escrita a l'estil tradicional grec dimotikà, es va incorporar a l’òpera esmentada, Markos Bótsaris, després d'una sèrie de desventures, causades pel seu contingut patriòtic i antiotomà, i es va estrenar a Patres l'abril de 1861. És considerada l'obra més famosa de Carrer i l'òpera grega més popular durant els segles XIX i principis del XX, amb un registre de més de 45 escenificacions diferents. L'obra, composta inicialment amb un llibret italià escrit per Giovanni Caccialupi, fou ben aviat traduïda i representada en grec, i provocava sovint l'entusiasme del públic als teatres on es presentava.
En la mateixa línia, però sintèticament més avançades són les seves altres dues òperes nacionals, l'atmosfèricament oriental Kira Frosini (llibret d'Elisavetios Martinegkos, basada en l'extens poema homònim d'Aristotelis Valaoritis), presentada a l' Apol·lon de Zacint el novembre de 1868) i el Despo d'estil heroic (llibret del compilador de cançons populars i erudits Antonios Manousos), que es va representar al Teatre Apol·lo de Patres el desembre de 1882. Tant el primer, una obra madura amb un fort color local i elements de sensualitat i de psicografia, com el segon, una obra amb un segell nacional notable, dens en melodies municipals i motius melòdics, s'han editat en disc compacte i són accessibles al públic.
Juntament amb els seus melodrames nacionals, Carrer va continuar component òperes a l'estil italià, com Fior di Maria (llibret de Giovanni Caccialupi, representada al San Giacomo de Corfú el gener de 1868), en què es detecten elements realistes i pre-verístics. Va fer passos decisius cap al realisme dramàtic i musical amb la seva òpera històrica Maria Antonietta (llibret de Guiorguios Romas, estrenada al teatre Foskolos de Zacint el gener de 1884).
Un lloc especial en la seva creació operística l’ocupa la seva última òpera Marathon-Salamís, grec: Μαραθών-Σαλαμίς, una ambiciosa obra en quatre parts (composició de 1887), que combina el neoclassicisme tardà amb l’impressionisme musical primerenc i una tendència wagneriana a la unitat. Carrer no va veure mai representada aquesta última òpera a l'escenari, ja que es va presentar per primera vegada a Atenes 115 anys després de la seva composició (el 2003) per l'Òpera Nacional Grega.
Finalment, Carrer va deixar un llegat de dos projectes inacabats: l’òpera nacional en tres actes Lambros il brulottiere (aproximadament del 1886) i l’opereta Conte Spourguitis ("Comte Pardal") (1886–7). També hi ha minses proves d'una altra òpera, avui no identificada i perduda, titulada Don Pigna.
Pavlos Carrer va ser un dels compositors més populars i interpretats a la Grècia del segle xix, tot i que va aconseguir una reputació considerable a Itàlia. Va seguir de prop els desenvolupaments de l’òpera europea, va prestar atenció al modernisme artístic i va actualitzar constantment la seva pràctica compositiva. En el seu estil sintètic es poden trobar influències italianes, principalment del Verdi del període mitjà i del belcanto tardà. No obstant això, el seu llenguatge musical es distingeix pel seu estil personal únic i pels seus esforços per aportar color nacional grec a les seves creacions. Pavlos Carrer va tenir un paper protagonista en l'evolució més característica en el camp de la música d’art grec que va tenir lloc a les Illes Jòniques a mitjan segle xix i representa el primer esforç sistemàtic de crear una òpera nacional.
Va morir a Zacint el 7 de juny de 1896.

## Òperes
- Dante e Bice - 1852
- Isabella d'Aspeno - 1853-54
- La Rediviva - 1855
- Marco Bozzari (Μάρκος Βότζαρης) - 1858-1860
- Fior di Maria - 1867
- Frossini - 1868
- Maria Antonietta - 1873
- Δέσπω - 1875
- Μαραθών-Σαλαμίς - 1886-1888

Llista completa d’obres per Guiorgos Leotsakos.